# Catastrophe du ballon 'Le pax'
Catastrophe du ballon 'Le pax' byl francouzský němý film z roku 1902. Režisérem byl Georges Méliès (1861–1938). Film je považován za ztracený.
Film zachycoval rekonstrukci skutečné katastrofy, ke které došlo v Paříži 12. května 1902. V onen den v pět hodin ráno vyrazil brazilský vynálezce Augusto Severo de Albuquerque Maranhão a jeho mechanik M. Georges Saché ve vzducholodi Pax nad povrch země s úmyslem letět z Paříže do Issy-les-Moulineaux. Zatímco byli vzduchoplavci stále nad Paříží ve výšce asi 400 metrů, motor zařízení se zastavil a vzducholoď explodovala. Severo i Saché byli zabiti.